# Хардер, Генрих
Ге́нрих Ха́рдер (нем. Heinrich Harder; 2 июня 1858, Путцар — 5 февраля 1935, Берлин) — немецкий художник-анималист. Стал знаменит благодаря блестяще выполненным изображениям ныне живущих и доисторических животных.

## Биография и творчество

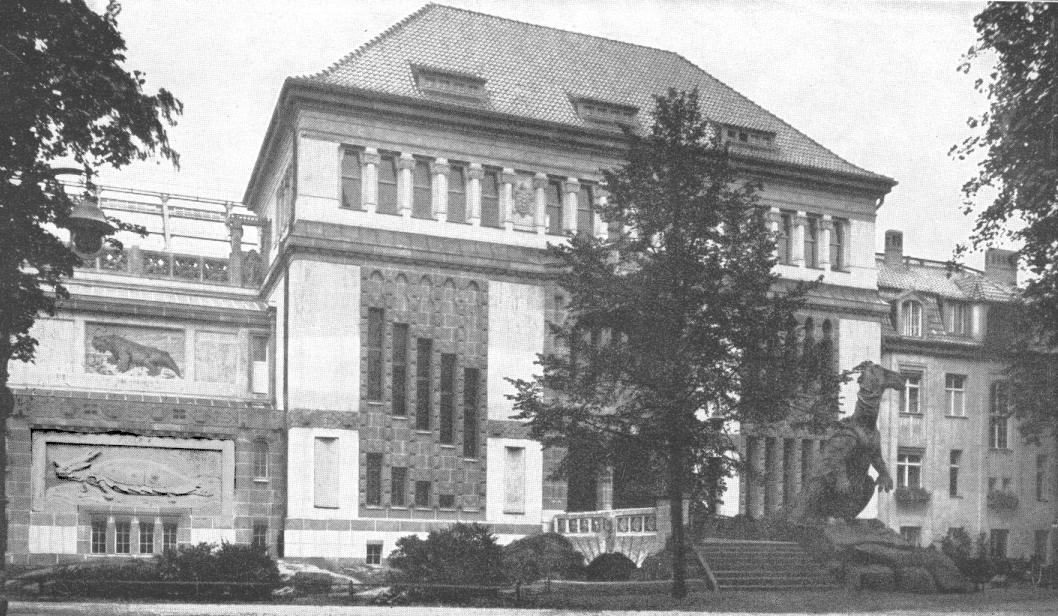
Здание Берлинского аквариума и статуя игуанодона, выполненная Генрихом Хардером

Хардер начал изучать живопись с детства. Он жил как обычный художник, продавая нарисованные им картины. Хардер также создавал иллюстрации животных для книг. В 1906 году, пользуясь консультациями натуралиста Вильгельма Бёльше, он впервые выполнил несколько иллюстраций доисторических животных.
Позже Хардер сделал роспись здания Берлинского аквариума при Берлинском зоопарке. Помимо росписей, изображавших доисторических животных, Хардер украсил здание барельефами. Вход в здание он венчал статуями голов трицератопса, торозавра, миолании, дицинодона и элгинии, а перед входом поставил статую игуанодона.
После этого Хардер проиллюстрировал ещё множество книг и в конце концов стал профессором искусства в Берлинском университете.

## Галерея творчества Генриха Хардера

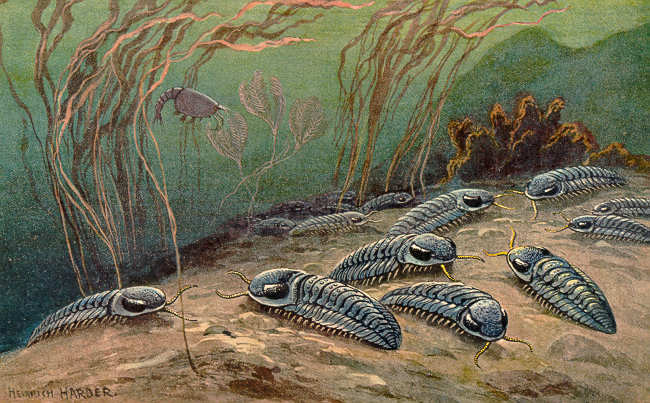
Трилобиты
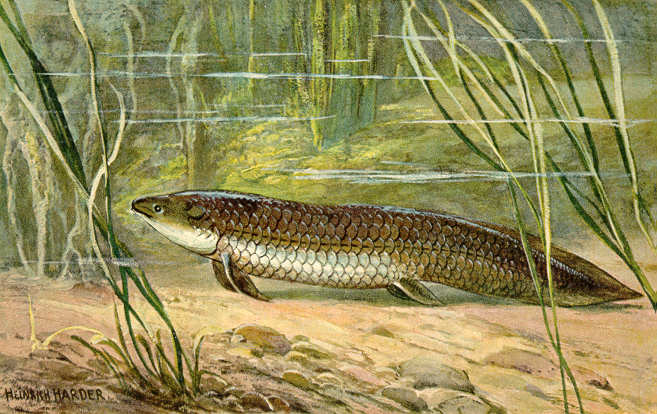
Ныне живущая двоякодышащая рыба рогозуб
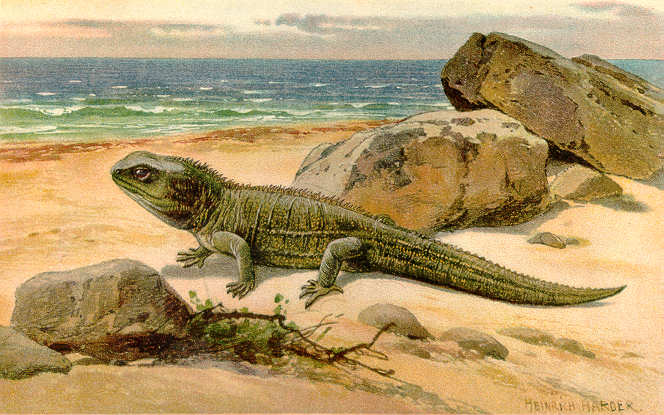
Гаттерия
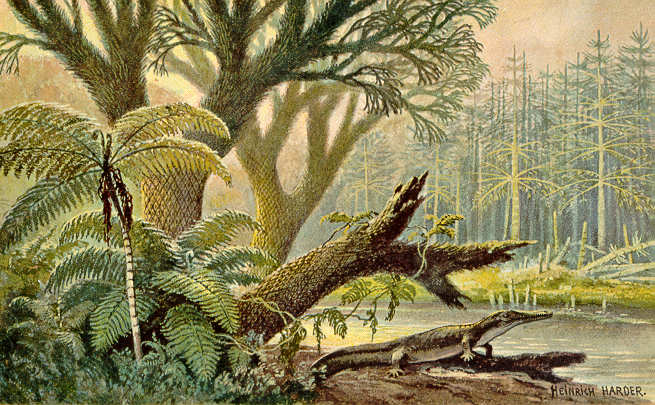
Архегозавр
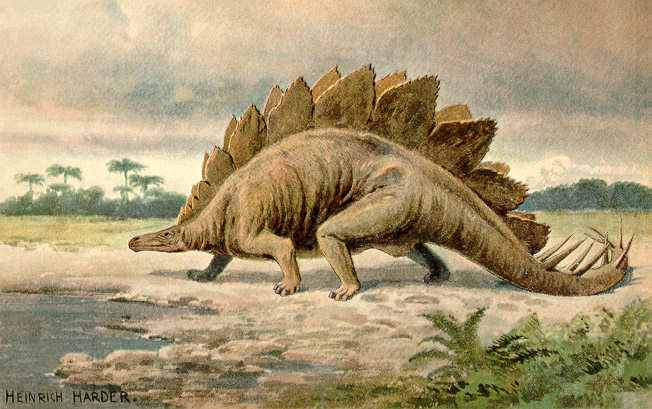
Стегозавр
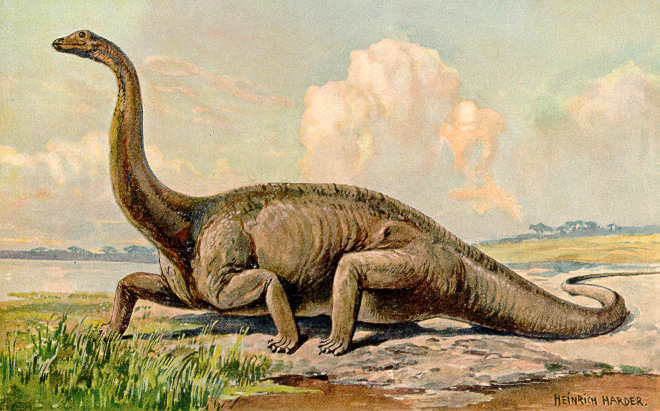
Диплодок
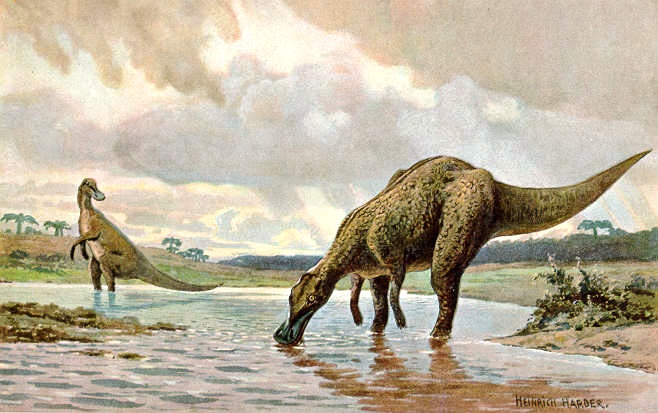
Гадрозавр
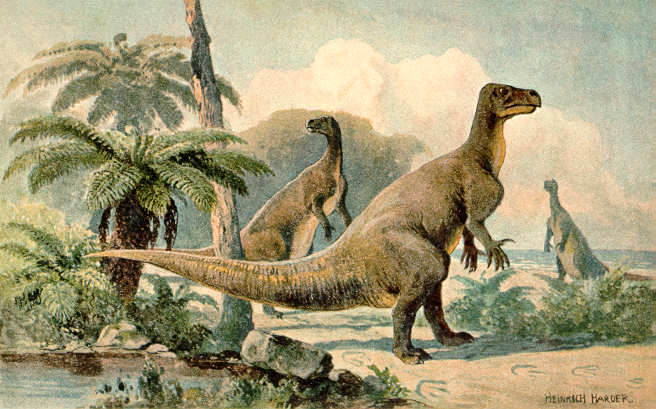
Игуанодоны
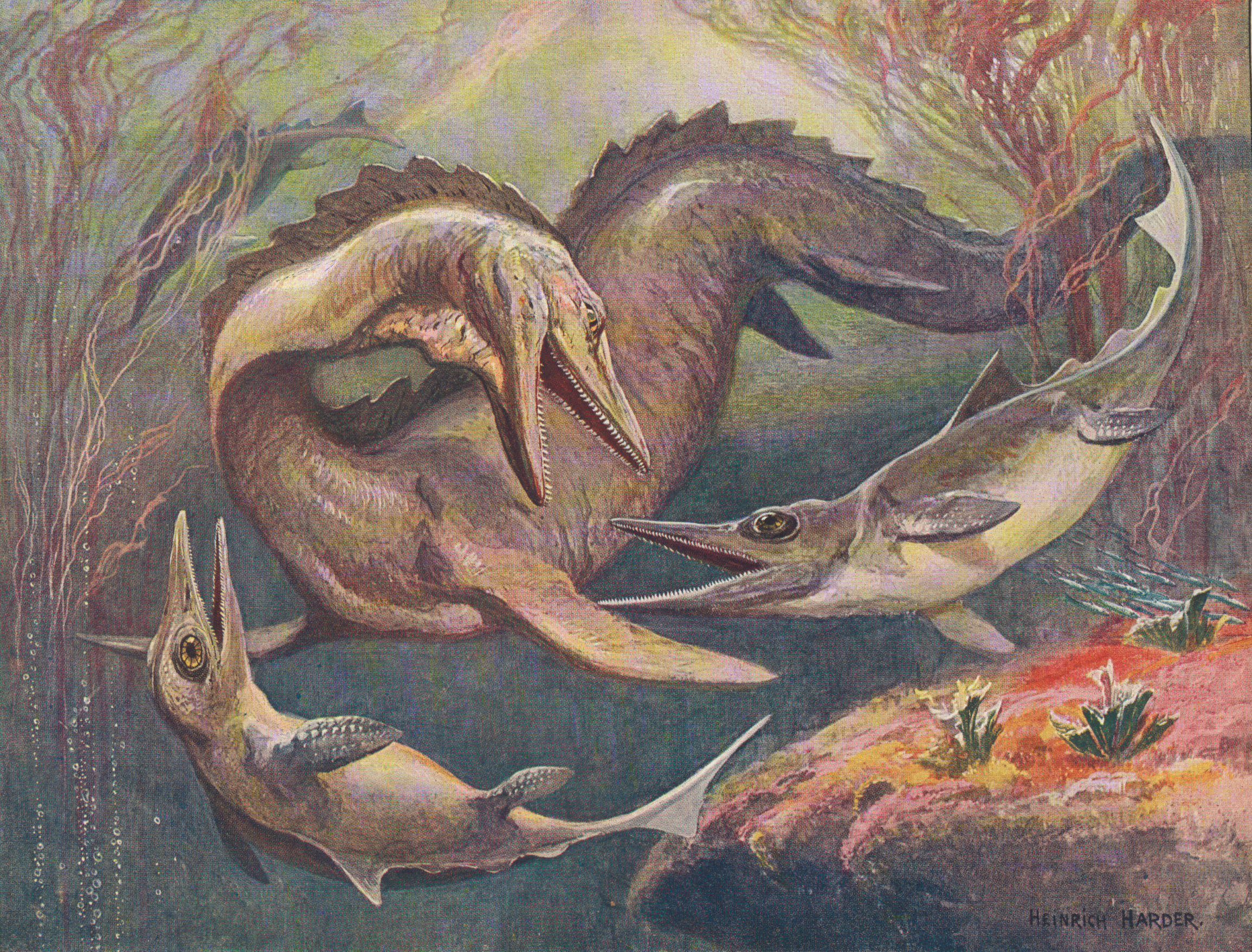
Ихтиозавры и мозазавр
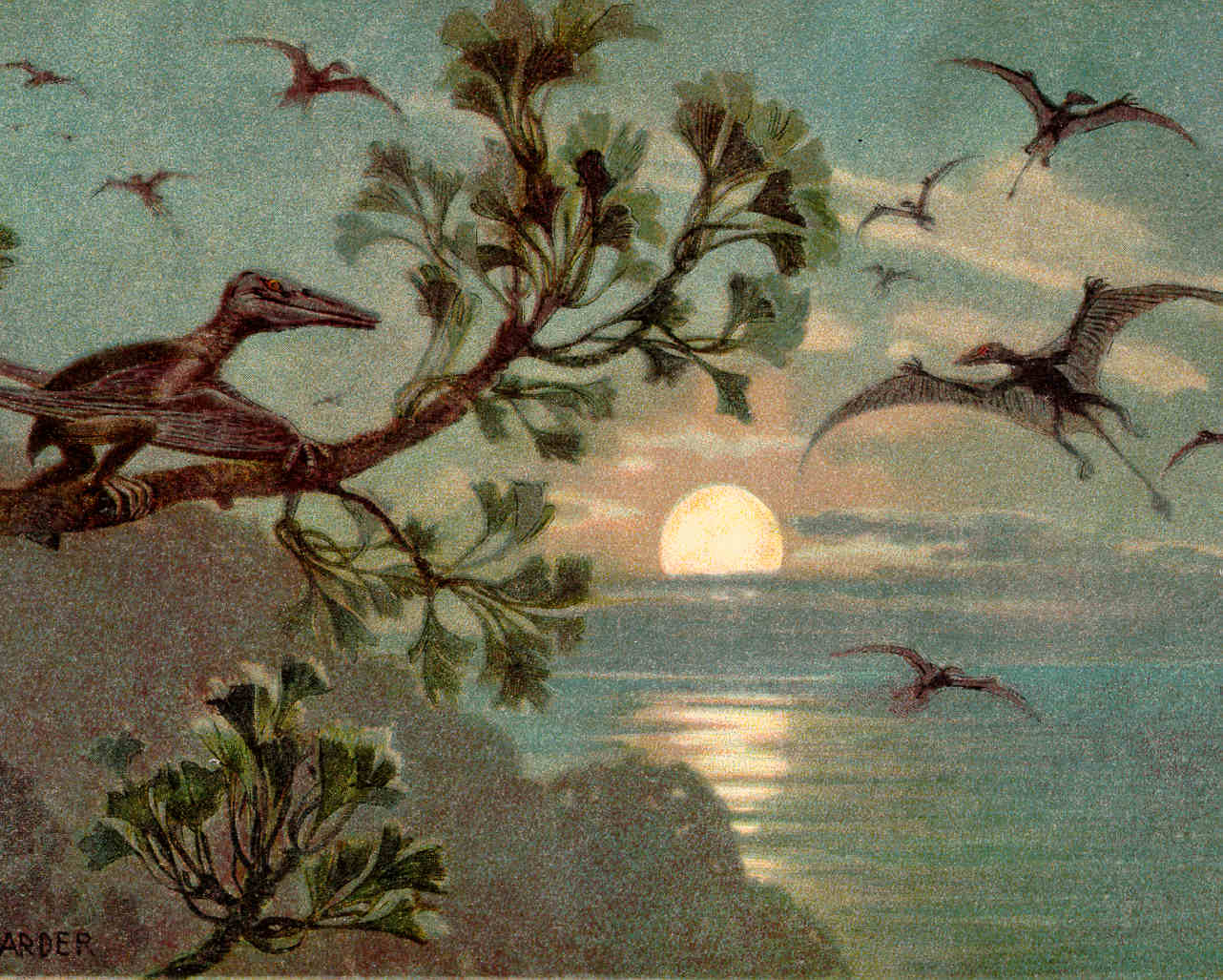
Птерозавры
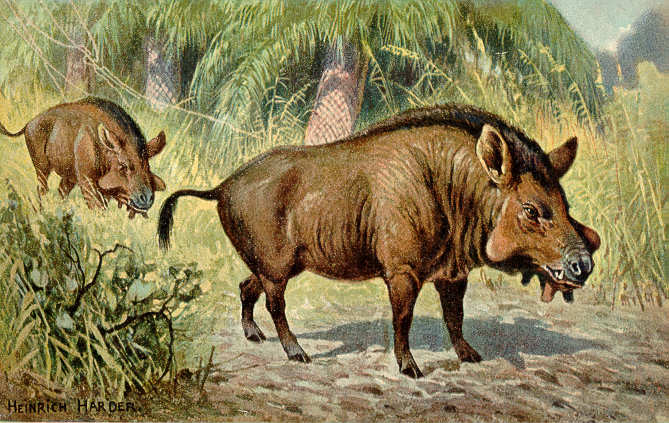
Энтелодон
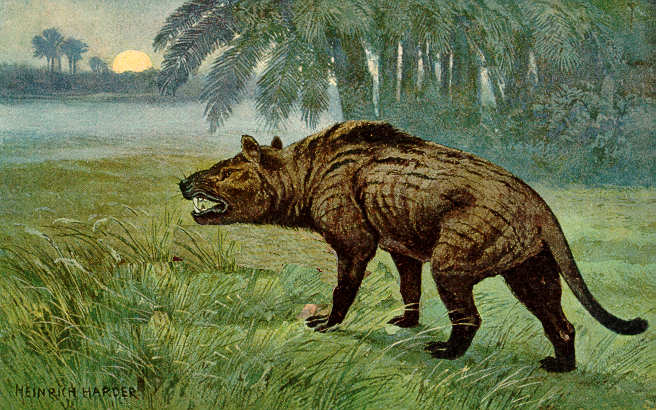
Гиенодон
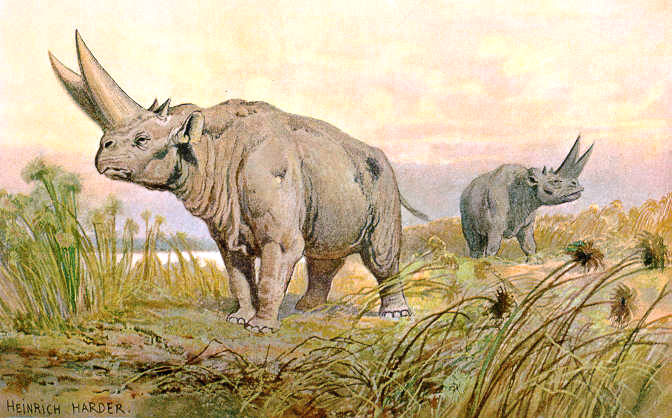
Арсинойтерий
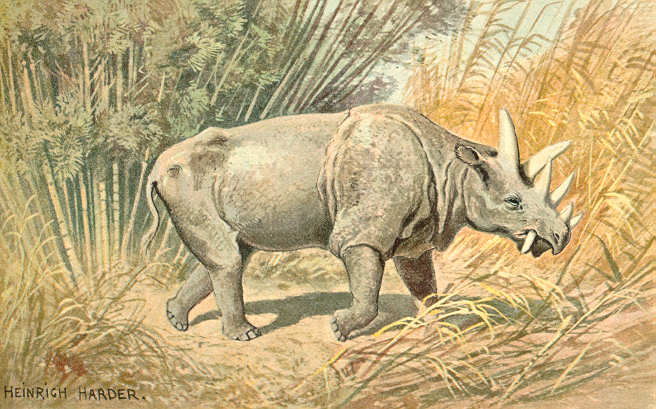
Диноцерат
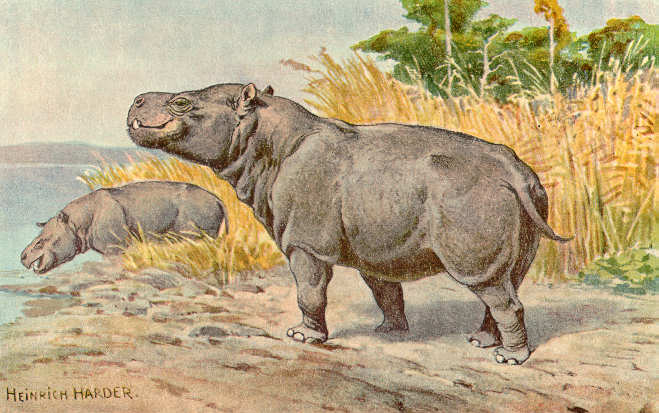
Болотный носорог
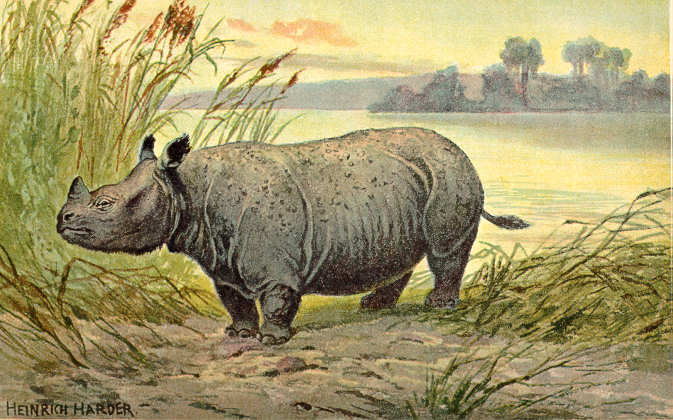
Телеоцерас
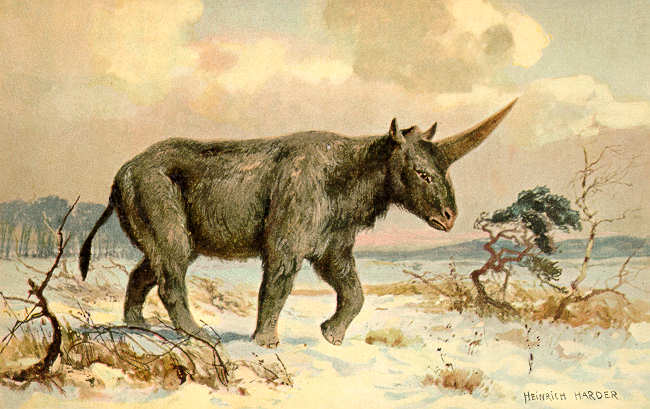
Эласмотерий
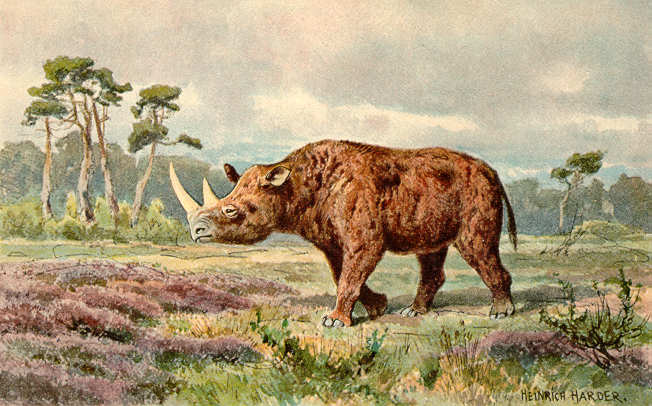
Шерстистый носорог
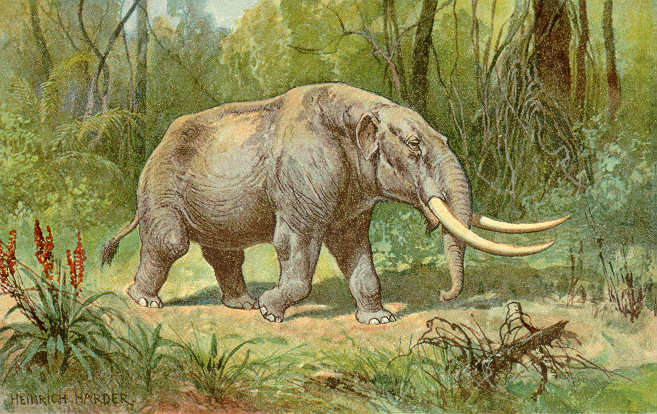
Мастодонт
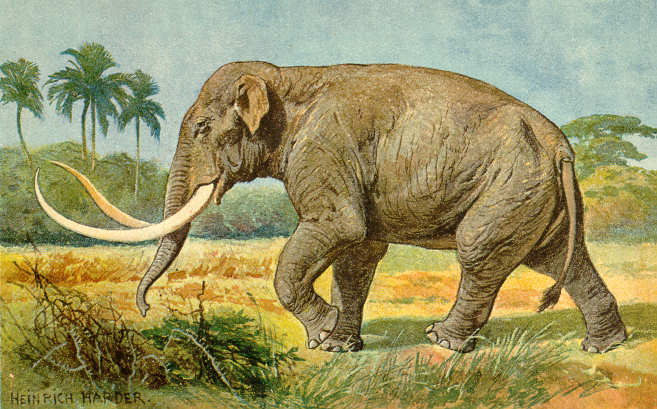
Императорский мамонт
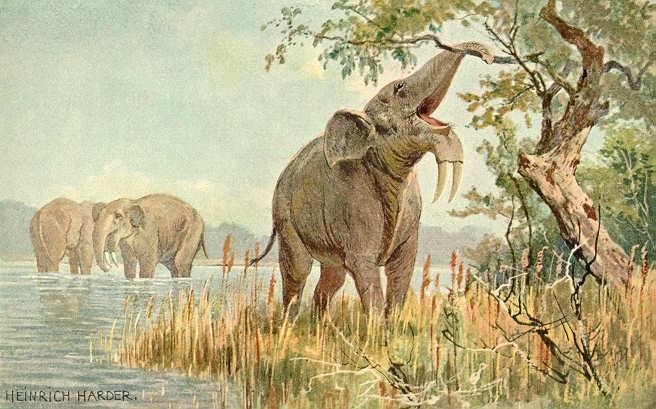
Динотерий
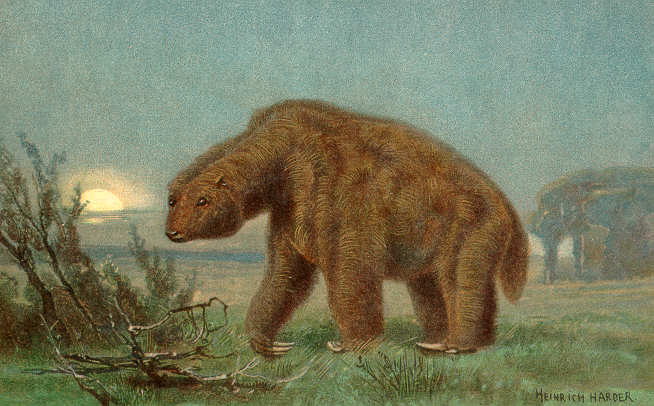
Мегатерий
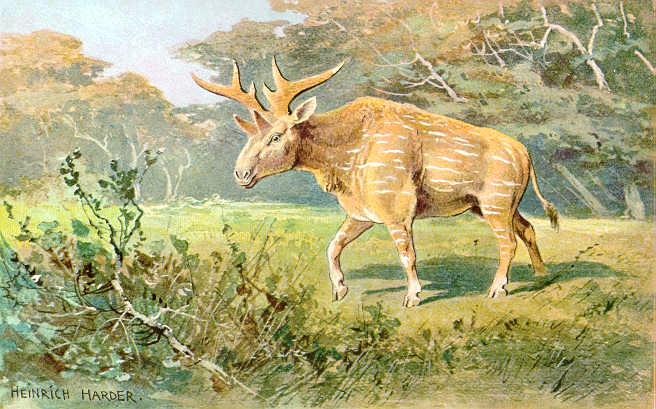
Сиватерий
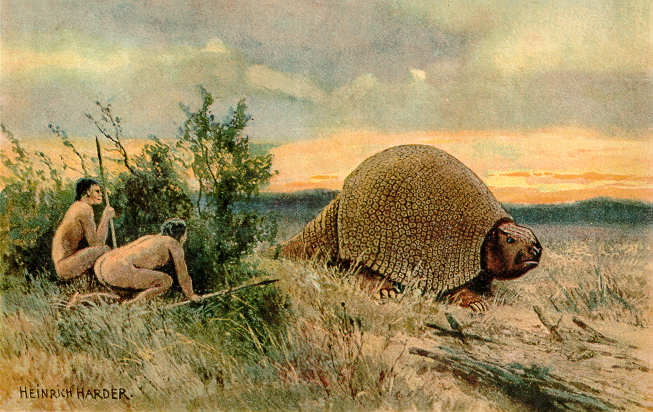
Глиптодон и палеоиндейцы
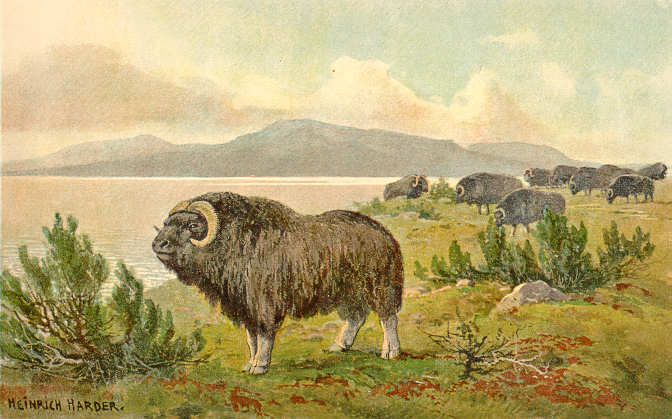
Овцебык
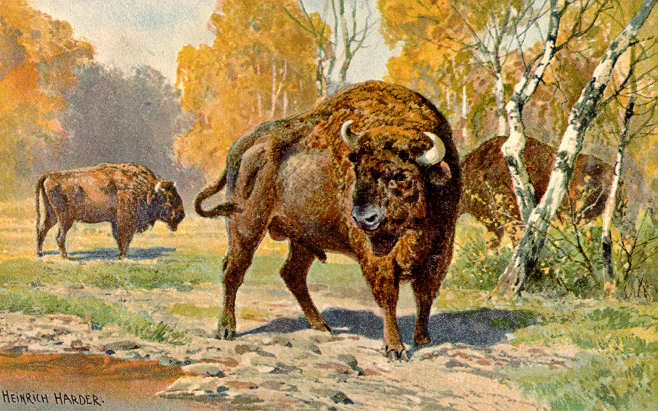
Зубр
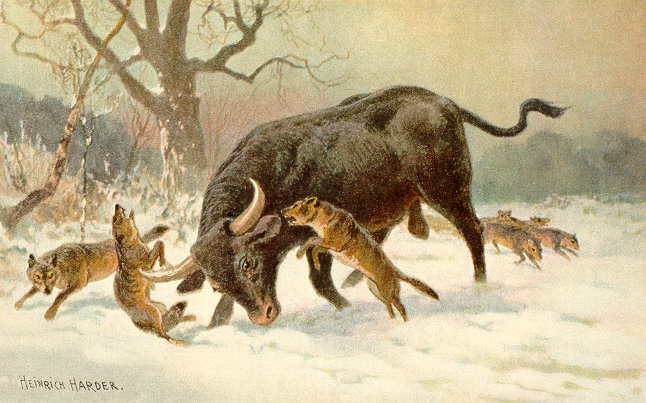
Европейский тур
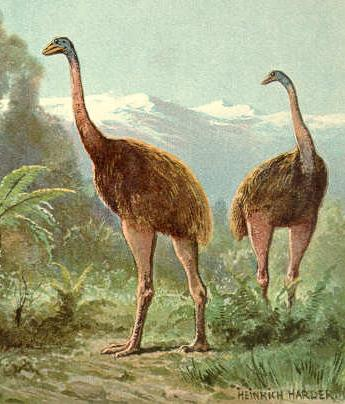
Новозеландские моа